# Saint-Servais (Côtes-d’Armor)
Saint-Servais (bretonisch Sant-Servez-Kallag) ist eine französische Gemeinde mit 427 Einwohnern (Stand: 1. Januar 2022) im Département Côtes-d’Armor in der Region Bretagne. Sie gehört zum Arrondissement Guingamp und zum Kanton Callac. Die Einwohner werden Servaisiens/Servaisiennes genannt.

## Geographie
Saint-Servais liegt etwa 47 Kilometer südwestlich von Saint-Brieuc. An der nördlichen Gemeindegrenze verläuft das Flüsschen Pont Hellou, im Süden der Corong und bildet dort die sehenswerte Schlucht Gorges du Corong.

## Bevölkerungsentwicklung
| Jahr                       | Einwohner |
| -------------------------- | --------- |
| 1962                       | 801       |
| 1968                       | 657       |
| 1975                       | 575       |
| 1982                       | 481       |
| 1990                       | 436       |
| 1999                       | 390       |
| 2006                       | 404       |
| 2012                       | 415       |
| 2020                       | 410       |
| Quellen: Cassini und INSEE |           |

## Sehenswürdigkeiten
Siehe: Liste der Monuments historiques in Saint-Servais (Côtes-d’Armor)
- Pfarrkirche Saint-Servais mit Ursprüngen aus dem  15. Jahrhundert, seit 1912 als Monument historique klassifiziert
- Kapelle Saint-Jean-Baptiste in Burthulet aus dem 16. und 17. Jahrhundert, seit 1968 als Monument historique klassifiziert
- Die Menhire von Les Jumeaux sins seit 1925 als Monument historique klassifiziert
- Herrenhaus in Kerbournet aus dem 19. Jahrhundert

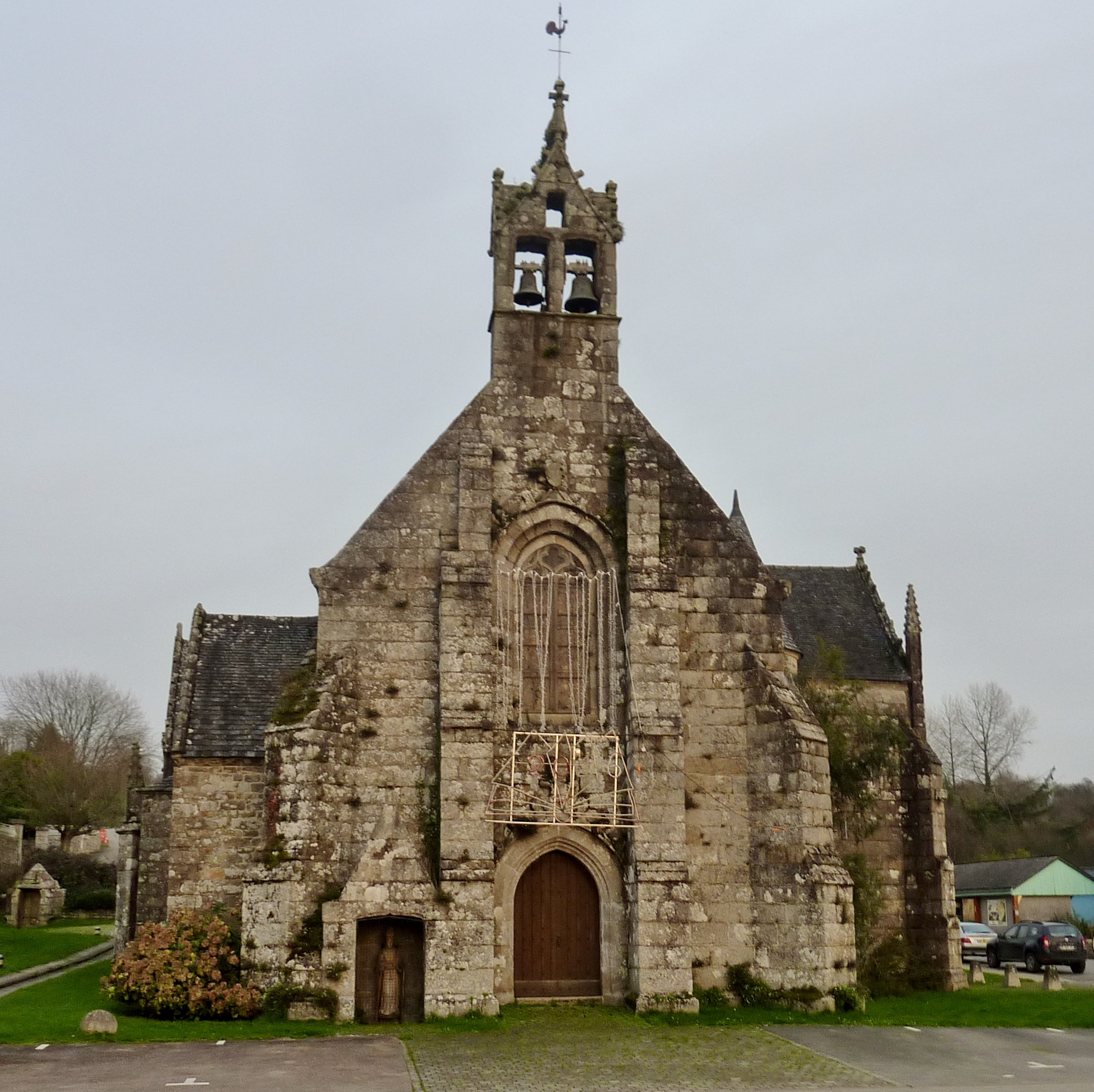
Pfarrkirche Saint-Servais
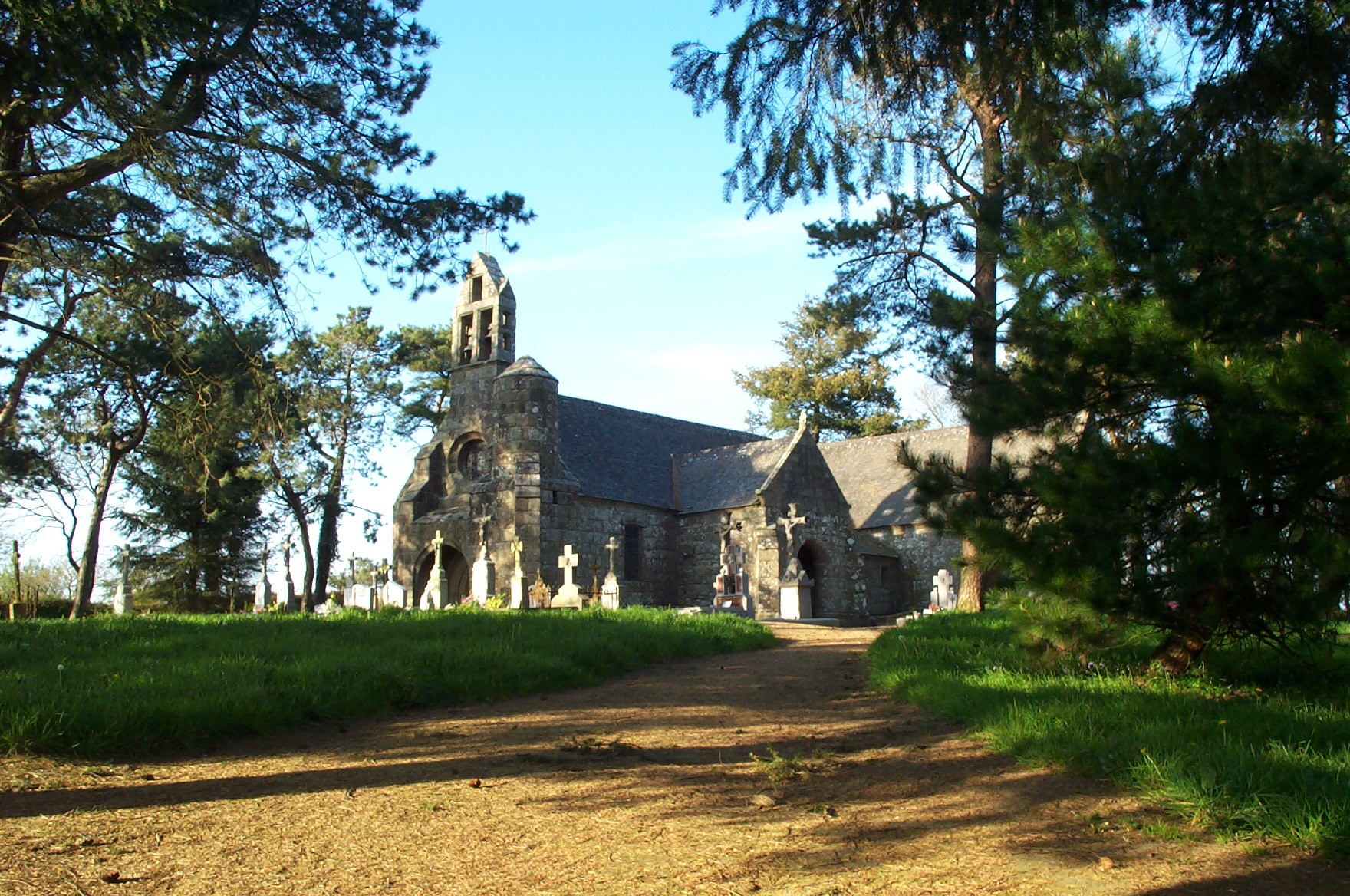
Kapelle Saint-Jean-Baptiste
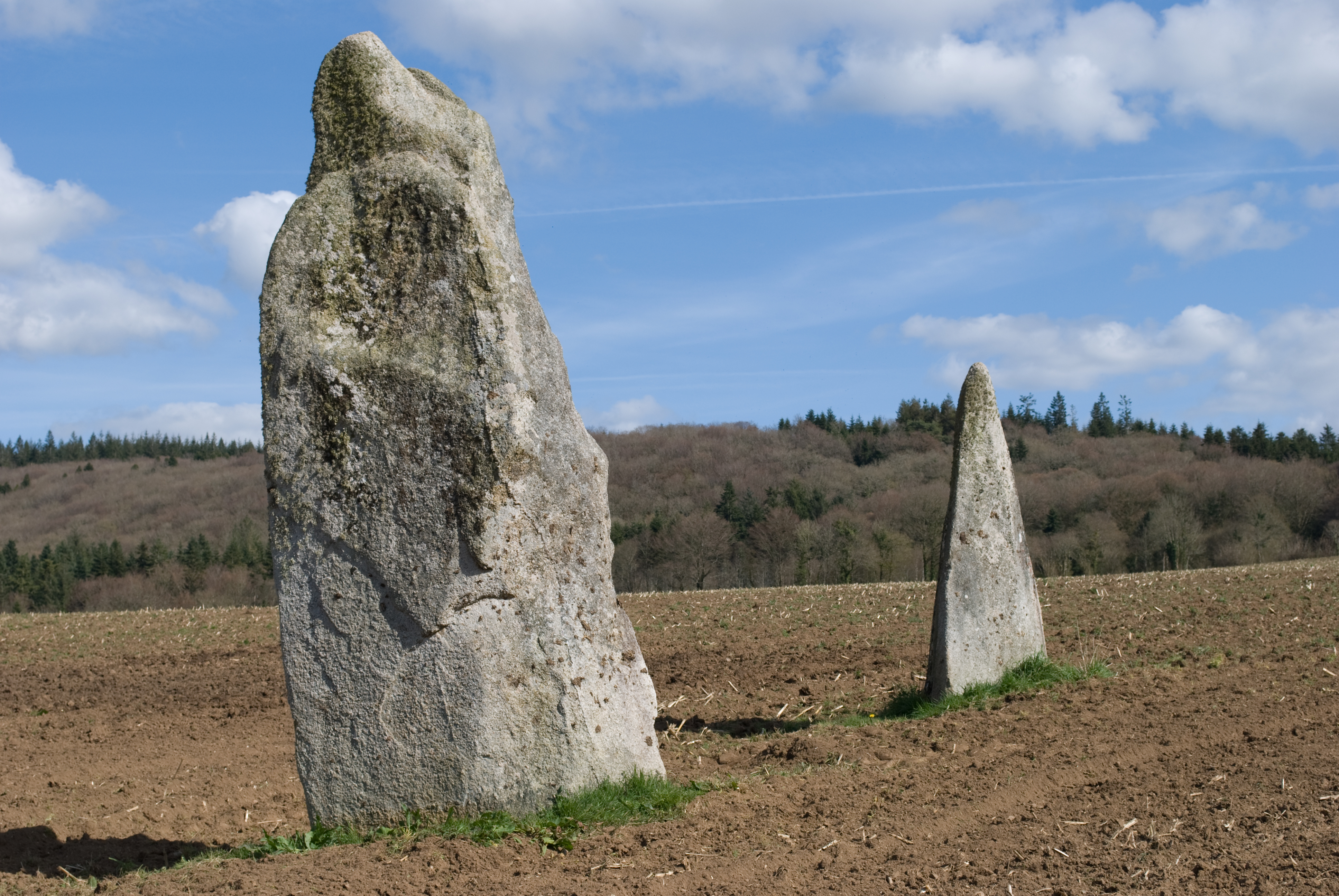
Zwei Menhire
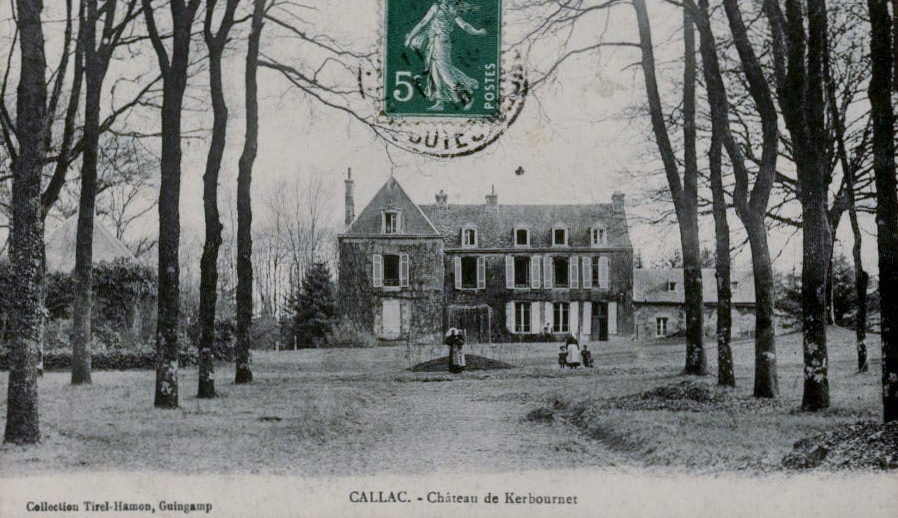
Herrenhaus in Kerbournet –  Postkarte vor 1914